# St. Georg (Thuine)

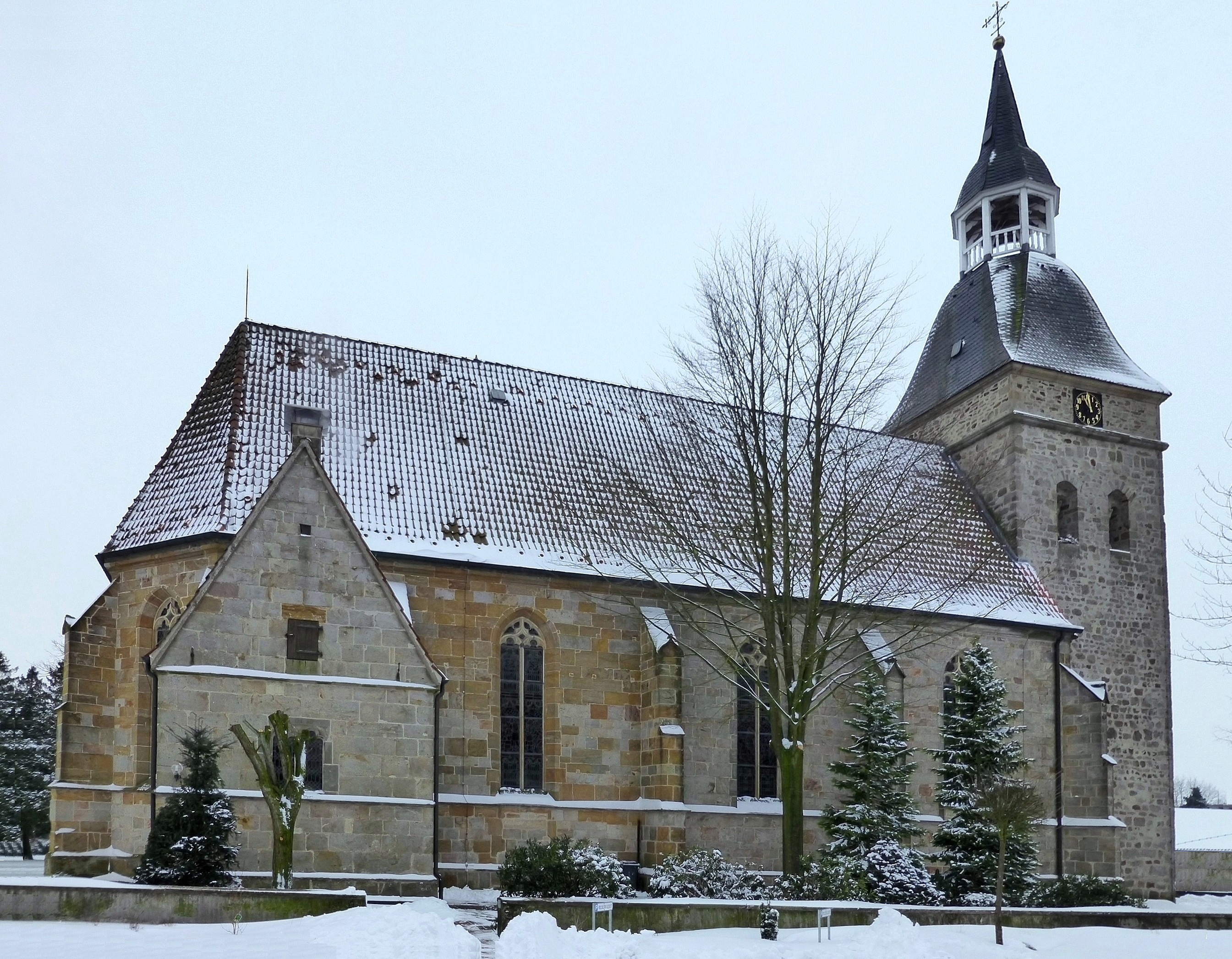
St. Georg in Thuine

Die Kirche St. Georg ist die Pfarrkirche der römisch-katholischen Pfarrei St. Georg Thuine und als Simultankirche zugleich Kirche der evangelisch-unierten Kirchengemeinde Freren-Thuine. Diese nutzt die Kirche nur noch am Karfreitag und am Buß- und Bettag sowie für Kasualien.

## Pfarrgebiet
Das Gebiet der Pfarrei Thuine umfasst die politische Gemeinde Thuine mit ihren Bauerschaften und Nachbarschaften sowie den zu der Stadt Freren gehörenden Stadtteil Venslage.
Dieser bildet mit Thuine sowohl einen Kirchen- als auch einen Schulverband.

### Abpfarrungen
Aus der Pfarrei abgepfarrt und zu einer selbständigen Pfarrei erhoben wurde das Kirchdorf Messingen im Jahre 1806. Der heute zur Gemeinde Messingen gehörende Ortsteil Brümsel verblieb bis 1921 bei der Mutterpfarrei in Thuine und wurde erst dann offiziell zur Pfarrei Messingen umgepfarrt.
Ebenfalls zum Kirchspiel Thuine gehörten die Dörfer Suttrup und Lohe (heute Stadtteile der Stadt Freren). Nachdem in Suttrup 1923 die neue Kirche benediziert wurde, wurden die beiden Dörfer ebendann zu einer Kuratie erhoben.
An die früher zur Pfarrei Thuine gehörenden Dörfer Brümsel und Suttrup erinnern die Chorfenster der Pfarrkirche. Sie wurden jeweils von einer Familie aus diesen drei Ortschaften gestiftet.

## Baukörper

### Turm
Der romanische Turm ist der älteste und markanteste Teil der Pfarrkirche. Er wird um das 12. Jahrhundert datiert und ist aus Findlings- und Bruchsteinen erbaut. Seine charakteristische laternenförmige Turmhaube erhielt der Turm 1851.
In der nördlichen und südlichen Turmwand befinden sich je zwei Schalllöcher, während in westlicher Richtung jeweils ein Schallloch vorzufinden ist, hinter denen sich die Glockenstube befindet.
In der Glockenstube hängen drei Glocken. Die jüngste und zugleich kleinste ist aus dem Jahr 1962. Sie wird auch als Angelusglocke verwendet.
Im Innern des Turms befindet sich ein markantes Tonnengewölbe, das teilweise freigelegt wurde.

### Kirchenschiff

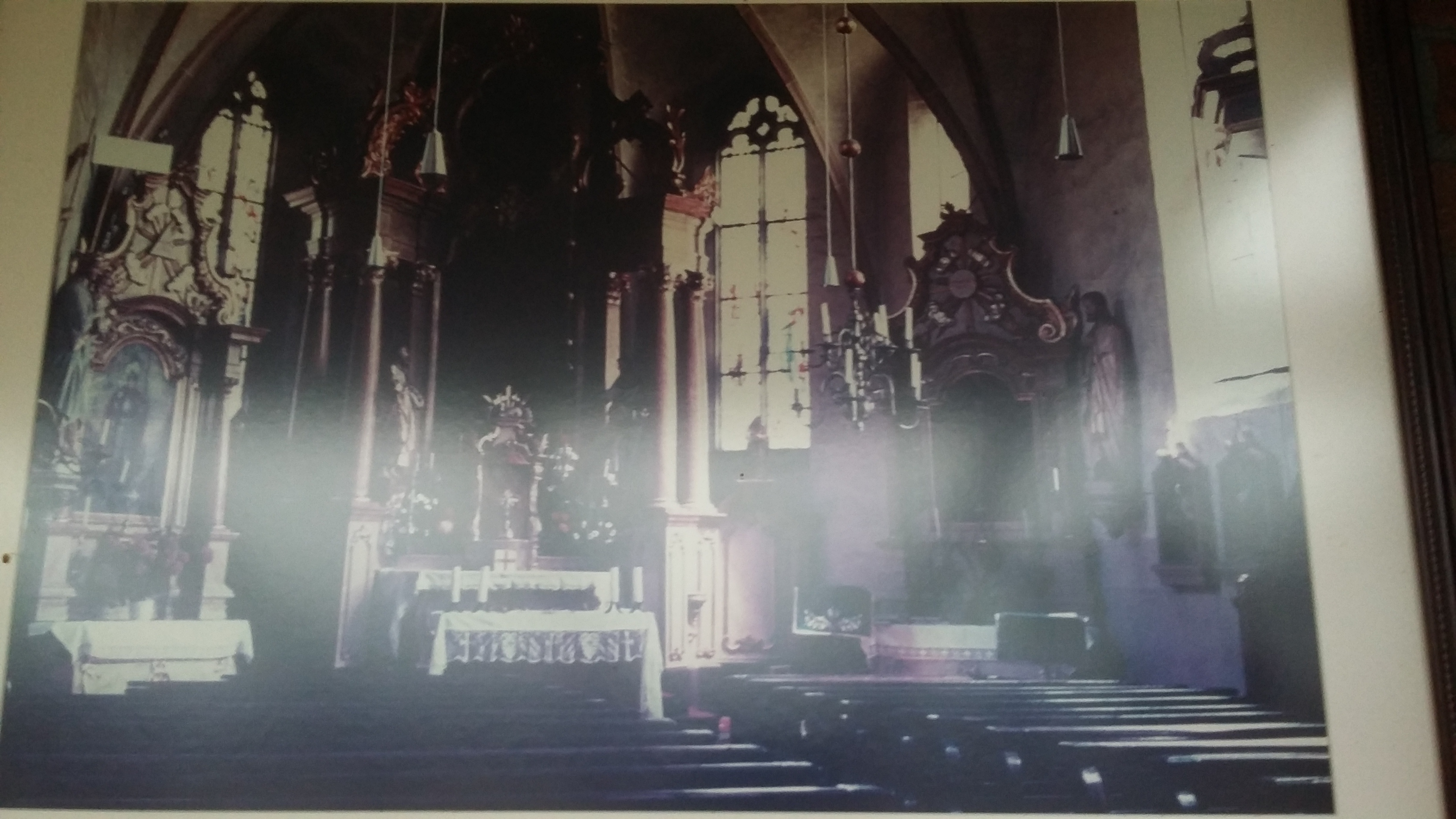
Blick in den Chorraum der Pfarrkirche vor der Renovierung 1972

Das Kirchenschiff ist ein geosteter gotischer Saal mit 5/8-Chorabschluss. Für eine spätere Erweiterung sprechen die unterschiedlichen Strebepfeiler und die verschiedenen Färbungen des verbauten Sandsteins.
Die Inneneinrichtung der Pfarrkirche bestach bis zur großen Innenrenovierung 1972 durch seine barocke Einrichtung. Dazu zählten der barocke imposante Hochaltar, die beiden Seitenaltäre, aber auch die Kanzel, die Kommunionbank und das Chorgestühl.
Während das Gemälde des Hochaltares „Mariae Verkündigung“ sowie die Apostelfiguren Petrus und Paulus  bis zu einer weiteren Renovierung im Jahr 2000 den Chorraum schmückten, wurden Altäre, Kanzel und Kommunionbank bereits 1972 entfernt.
Eine neue Sachlichkeit und Zentrierung auf den Tisch des Wortes (Ambo) und dem Tisch des Mahles (Volksaltar) – geprägt durch die Umsetzung der Liturgiereform des II. Vatikanischen Konzils – sollten Einzug halten und den Gläubigen so versinnbildlicht werden.
Dies verdeutlicht die Sandsteinkombination aus Ambo, Zelebrationsaltar und Tabernakelsäule, welche in den 1980er Jahren angeschafft wurden und bis heute den Altarraum schmücken. Die Orgel wurde 1830 von Joachim Wenthin erbaut. Das Schleifladen-Instrument hat 12 Register auf einem Manualwerk und Pedal. Die Spiel- und Registertrakturen sind mechanisch.
| I Hauptwerk C–f3 |           |        |
| 1.               | Bordun    | 16′    |
| 2.               | Prinzipal | 08′    |
| 3.               | Gedackt   | 08′    |
| 4.               | Oktav     | 04′    |
| 5.               | Flöte     | 04′    |
| 6.               | Quinte 0  | 02 ⁄3′ |

| (Fortsetzung) |                         |     |
| 7.            | Oktav                   | 02′ |
| 8.            | Waldflöte               | 02′ |
| 9.            | Sesquialter III         |     |
| 10.           | Mixur IV                |     |
| 11.           | Trompete (Bass/Diskant) | 08′ |

| Pedal C–c1 |         |     |
| 12.        | Subbass | 16′ |

- Koppeln: Pedalkoppel

## Pfarrer von St. Georg
Seit 1827 leiteten folgende Priester die Pfarrei St. Georg:
- 1827–1874: Gerhard Dall, Gründer der Ordensgemeinschaft der Franziskanerinnen vom Hl. Märtyrer Georg zu Thuine
- 1874–1888: Heinrich Tegeder, Pfarrverweser und Erbauer des Pfarrhauses (Pastor-Dall-Haus)
- 1888–1896: Ferdinand Siebenbürgen
- 1897–1909: Heinrich Einspanier
- 1909–1939: Heinrich Lietemeyer
- 1939–1962: Heinrich Hinrichs, Dechant
- 1962–1970: Clemens Möllerhaus
- 1970–1973: Hubert Peterek  * 2. Juli 1922 † 13. Januar 2009, in Bad Laer beerdigt
- 1973–1976: Paul Biedendieck * 6. Februar 1914 † 15. Juni 1976, in Glandorf beerdigt
- 1976–1988: Werner Linkemeyer
- 1988–1991: Alois Ortmann  * 6. Dezember 1931  † 15. September 2006
- 1991–2006: Bernhard Wessendarp
- 2006–2014: Hermann Krallmann, Definitor
- seit 2014: Jürgen Krallmann

## Kirchliche Einrichtungen

### Kirchhofhäuschen
Das Kirchhofhäuschen, auch „Grotte“ genannt, steht am nordöstlichen Zipfel des alten, die Pfarrkirche umgebenen Kirchhofes. Fungierte es in früherer Zeit schon als Klassen- und Katecheseraum, beherbergt es heute im rechten Teil einen Jugendraum, genannt „Grotte“. Hinter dem Hauptportal, welches von einem Christusmonogramm Px, gekrönt wird, befindet sich ein Abstellraum. Im linken Teil des Häuschens, wurde eine teilweise behindertengerechte Toilette eingerichtet, die zu den Messfeiern und anderen gottesdienstlichen Angeboten geöffnet ist.

### Pastor-Dall-Haus
Das alte Pfarrhaus, welches sich rund hundert Meter von der Pfarrkirche entfernt befindet, dient seit 1975 ausschließlich den örtlichen Gruppen und Verbänden. Es bietet Platz für kleine Gruppen, aber auch größere Versammlungen und Veranstaltungen können dort abgehalten werden.
Dem Pastor-Dall-Haus räumlich angegliedert ist das Pfarrbüro und das neue Pfarrhaus von 1974.

### Friedhöfe
Bereits 1951 wurde der Waldfriedhof im Norden des Ortes und rund 500 m von der Pfarrkirche entfernt, angelegt. Er ist sehr ruhig gelegen und um seinen alten Teil führt ein Kreuzweg. Dabei integriert wurde das moderne Friedhofskreuz im hinteren Teil des Friedhofes mit den umgebenden Priestergräbern. In den dortigen Priestergräbern haben die Pfarrherren Dechant Heinrich Hinrichs (er wirkte von 1939 bis 1962 in Thuine) und Clemens Möllerhaus (er wirkte von 1962 bis 1970 in Thuine) ihre letzte Ruhestätte gefunden. Die Anlage bietet Platz für mindestens vier weitere Gräber. Jedoch sind weitere Priestergräber aufgrund der unattraktiven Randlage der Anlage nicht belegt.
Neben den oben erwähnten Priestergräbern am Waldfriedhof befinden sich weitere Priestergräber Thuiner Pfarrherren auf dem alten Kirchhof, unmittelbar an der Kirche. Die anderen Grabstätten und Grabmäler der Thuiner Bevölkerung wurden zum Leidwesen vieler komplett entfernt. Auch die Grabstätte des berühmten Künstlers Heinrich Weltring ist nicht mehr auszumachen.

## Kirchliches Brauchtum
In der Pfarrei St. Georg Thuine werden sowohl das Hochfest des Kirchenpatrons St. Georg am 23. April, als auch das Fronleichnamsfest gemeinsam mit den Thuiner Franziskanerinnen gefeiert.
Das Festhochamt anlässlich des Patronatsfestes wird abwechselnd in der Pfarrkirche bzw. in der Mutterhauskirche gefeiert.
Das Hochfest Fronleichnam beginnt am Abend des Fronleichnamsfestes mit einem Festhochamt in der Mutterhauskirche. Die sich anschließende feierliche Prozession (ca. 1,5 km) führt vorbei an  einer Station am Jungeninternat auf dem Klostergelände und geht über Niederthuine und dem südlichen Teil des Dorfes Thuine und der Grundschule hin zur Pfarrkirche. Dort ist auf dem Gelände des alten Kirchhofes die letzte Station und der feierliche sakramentale Schlusssegen.